# José Manuel Capuletti
José Manuel Capuletti Lillo del Pozo (Valladolid, 21 de marzo de 1925-Eltville am Rhein, 28 de septiembre de 1978) fue un pintor español.
De formación autodidacta, en sus inicios realizó sobre todo dibujos, acuarelas y retratos. Su obra está caracterizada por su buen dibujo y por estar influenciado por el surrealismo. También es autor de decorados y vestuarios de obras de ballet.
Entre sus obras destacan principalmente Danza húmeda, Trova, Cuadro y bocetos, así como los retratos de Arthur Rubinstein, Charles Boyer y los de los duques de Windsor.
José Manuel Capuletti fue referente para los pintores vallisoletanos de una generación posterior como Alejandro Conde López y Félix Cuadrado Lomas, con los que tuvo relación hacia finales de los años 50 antes de su marcha a París.